# Вагон ли
Вагон ли је југословенски филм из 1976. године. Режирао га је Драгослав Илић, који је написао и сценарио.

## Радња
У купеу спаваћих кола стицајем околности нађу се мушкарац и жена сређених породичних прилика. Путовање ће унети немир у њихове стабилне и одређене погледе на живот, наговестити љубав која је трајала као магновење и кад воз стигне на одредиште растају се без речи.

## Улоге
| Глумац                | Улога          |
| --------------------- | -------------- |
| Владимир Поповић      | Брана Митић    |
| Божидарка Фрајт       | Вера           |
| Воја Мирић            | Верин муж      |
| Марија Милутиновић    | Бранина жена   |
| Данило Бата Стојковић | Путник 1       |
| Драган Зарић          | Путник 2       |
| Милутин Бутковић      | Пијанац        |
| Растко Тадић          | Кондуктер      |
| Злата Петковић        | Млада жена     |
| Бранислав Зоговић     | Млади човек    |
| Дивна Ђоковић         | Старија жена   |
| Павле Богатинчевић    | Старији човек  |
| Душица Жегарац        | Жена из филма  |
| Маринко Шебез         | Човек из филма |
| Наташа Цуљковић       | Верина ћерка   |
| Маја Маричић          | Бранина ћерка  |
| Дејан Симоновић       | Бранин син     |

## Певач у филму
- Драган Токовић